# Where Are Ü Now
"Where Are Ü Now" là một bài hát của bộ đôi nhà sản xuất âm nhạc người Mỹ Jack Ü với sự tham gia góp giọng của nghệ sĩ thu âm người Canada Justin Bieber nằm trong album phòng thu đầu tay của họ, Skrillex and Diplo Present Jack Ü (2015). Bài hát sau đó còn xuất hiện trong album phòng thu thứ tư của Bieber, Purpose (2015). Nó được phát hành vào ngày 27 tháng 2 năm 2015 như là đĩa đơn thứ hai trích từ album bởi OWSLA, Mad Decent và Atlantic Records. Bài hát được đồng viết lời nam ca sĩ, Jason "Poo Bear" Boyd, Karl Rubin Brutus, Jordan Ware với hai thành viên của Jack Ü (Skrillex và Diplo), những người cũng đồng thời chịu trách nhiệm sản xuất nó. Ban đầu được sáng tác bởi Bieber như là một bản piano ballad với tên gọi "The Most" dưới dạng bản thu nháp, trước khi anh quyết định gửi bài hát đến Jack Ü, những người đã biến bài hát thành một bản EDM nhưng vẫn duy trì nội dung gốc, "Where Are Ü Now" mang nội dung đề cập đến việc một chàng trai tình nguyện chăm sóc và cầu nguyện cho người yêu cũ mà không cần hồi đáp, và mong mỏi một người có thể an ủi anh trong những lúc khó khăn.
Sau khi phát hành, "Where Are Ü Now" nhận được những phản ứng tích cực từ các nhà phê bình âm nhạc, trong đó họ đánh giá cao giai điệu bắt tai, chất giọng của Bieber cũng như quá trình sản xuất nó, đồng thời gọi đây là một điểm nhấn nổi bật từ Skrillex and Diplo Present Jack Ü. Ngoài ra, bài hát còn xuất hiện trong danh sách những tác phẩm xuất sắc nhất năm 2015 bởi nhiều ấn phẩm và tổ chức âm nhạc, bao gồm Billboard, MTV, Pitchfork, Rolling Stone và Spin. "Where Are Ü Now" đã gặt hái nhiều giải thưởng và đề cử tại những lễ trao giải lớn, bao gồm những chiến thắng tại giải thưởng Âm nhạc Mỹ năm 2015 cho Hợp tác của năm và giải Grammy cho Thu âm nhạc dance xuất sắc nhất tại lễ trao giải thường niên lần thứ 58. Bài hát cũng tiếp nhận những thành công vượt trội về mặt thương mại với việc lọt vào top 10 ở nhiều quốc gia trên thế giới, bao gồm những thị trường lớn như Úc, Canada, Đan Mạch, Phần Lan, Ireland, New Zealand, Thụy Điển và Vương quốc Anh. Tại Hoa Kỳ, nó đạt vị trí thứ tám trên bảng xếp hạng Billboard Hot 100, trở thành đĩa đơn đầu tiên của Jack Ü và thứ bảy Bieber vươn đến top 10 tại đây.
Video ca nhạc cho "Where Are Ü Now" được đồng đạo diễn bởi Alex Brewer và Ben Brewer, trong đó bao gồm những cảnh Bieber hát trong một căn phòng tối và được bao phủ bởi những họa tiết hoạt hình, hình vẽ và biếm họa, cũng như những người hâm mộ của Jack Ü tham gia vẽ những hình minh họa ở một phòng trưng bày nghệ thuật để xuất hiện xung quanh cơ thể của nam ca sĩ trong video. Nó đã nhận được ba đề cử tại giải Video âm nhạc của MTV năm 2015 cho Kĩ xảo xuất sắc nhất, Chỉ đạo nghệ thuật xuất sắc nhất và Biên tập xuất sắc nhất, và chiến thắng hạng mục đầu tiên. Jack Ü và Bieber đã trình diễn nó trên một số chương trình truyền hình và lễ trao giải lớn, bao gồm Lễ hội Âm nhạc Ultra năm 2015, giải Video âm nhạc của MTV năm 2015 và giải Grammy lần thứ 58, cũng như trong nhiều chuyến lưu diễn của họ. Kể từ khi phát hành, "Where Are Ü Now" đã được hát lại và sử dụng làm nhạc mẫu bởi nhiều nghệ sĩ, như Florence and the Machine, Pentatonix, Bart Baker và Craig David. Tính đến nay, nó đã bán được hơn 8 triệu bản trên toàn cầu, trở thành một trong những đĩa đơn bán chạy nhất mọi thời đại.

## Danh sách bài hát
- Tải kĩ thuật số[1]

1. "Where Are Ü Now" – 4:10

- Tải kĩ thuật số - EP[2]

1. "Where Are Ü Now" (Kaskade phối lại) – 5:07
2. "Where Are Ü Now" (Rustie phối lại) – 3:59
3. "Where Are Ü Now" (Marshmello phối lại) – 3:26
4. "Where Are Ü Now" (Ember Island hát lại) – 2:32

## Xếp hạng
| Bảng xếp hạng (2015-16)                       | Vị trí cao nhất |
| --------------------------------------------- | --------------- |
| Úc (ARIA)                                     | 3               |
| Áo (Ö3 Austria Top 40)                        | 29              |
| Bỉ (Ultratop 50 Flanders)                     | 15              |
| Bỉ (Ultratop 50 Wallonia)                     | 11              |
| Canada (Canadian Hot 100)                     | 5               |
| Cộng hòa Séc (Rádio Top 100)                  | 68              |
| Cộng hòa Séc (Singles Digitál Top 100)        | 7               |
| Đan Mạch (Tracklisten)                        | 8               |
| Phần Lan (Suomen virallinen lista)            | 7               |
| Pháp (SNEP)                                   | 24              |
| Đức (Official German Charts)                  | 33              |
| Hungary (Single Top 40)                       | 28              |
| Ireland (IRMA)                                | 9               |
| Ý (FIMI)                                      | 27              |
| Nhật Bản (Japan Hot 100)                      | 63              |
| Hà Lan (Dutch Top 40)                         | 11              |
| Hà Lan (Single Top 100)                       | 9               |
| New Zealand (Recorded Music NZ)               | 3               |
| Na Uy (VG-lista)                              | 12              |
| Scotland (OCC)                                | 9               |
| Slovakia (Rádio Top 100)                      | 72              |
| Slovakia (Singles Digitál Top 100)            | 16              |
| Tây Ban Nha (PROMUSICAE)                      | 38              |
| Thụy Điển (Sverigetopplistan)                 | 6               |
| Thụy Sĩ (Media Control AG)                    | 28              |
| Anh Quốc (OCC)                                | 3               |
| Hoa Kỳ Billboard Hot 100                      | 8               |
| Hoa Kỳ Hot Dance/Electronic Songs (Billboard) | 1               |
| Hoa Kỳ Dance Club Songs (Billboard)           | 32              |
| Hoa Kỳ Pop Airplay (Billboard)                | 6               |
| Hoa Kỳ Rhythmic (Billboard)                   | 8               |

| Bảng xếp hạng (2015)                      | Vị trí |
| ----------------------------------------- | ------ |
| Australia (ARIA)                          | 17     |
| Australia Dance (ARIA)                    | 3      |
| Belgium (Ultratop 50 Flanders)            | 47     |
| Belgium (Ultratop 50 Wallonia)            | 80     |
| Canada (Canadian Hot 100)                 | 15     |
| Denmark (Tracklisten)                     | 24     |
| Germany (Official German Charts)          | 74     |
| Hungary (Stream Top 10)                   | 11     |
| Italy (FIMI)                              | 42     |
| Netherlands (Dutch Top 40)                | 25     |
| Netherlands (Single Top 100)              | 15     |
| New Zealand (Recorded Music NZ)           | 9      |
| Spain (PROMUSICAE)                        | 26     |
| Sweden (Sverigetopplistan)                | 20     |
| Switzerland (Schweizer Hitparade)         | 72     |
| UK Singles (Official Charts Company)      | 15     |
| US Billboard Hot 100                      | 19     |
| US Hot Dance/Electronic Songs (Billboard) | 2      |
| US Hot Dance/Mix Show Airplay (Billboard) | 2      |
| US Pop Songs (Billboard)                  | 26     |
| US Rhythmic (Billboard)                   | 48     |
| Bảng xếp hạng (2016)                      | Vị trí |
| Australia Dance (ARIA)                    | 44     |
| Canada (Canadian Hot 100)                 | 92     |

| Bảng xếp hạng                        | Vị trí |
| ------------------------------------ | ------ |
| UK Singles (Official Charts Company) | 166    |

## Chứng nhận
| Quốc gia | Chứng nhận  | Số đơn vị/doanh số chứng nhận |
| --- | ----------- | ----------------------------- |
| Úc (ARIA) | 4× Bạch kim | 280.000‡                      |
| Bỉ (BEA) | Bạch kim    | 20.000‡                       |
| Canada (Music Canada) | 2× Bạch kim | 160.000*                      |
| Đan Mạch (IFPI Đan Mạch) | 3× Bạch kim | 270.000^                      |
| Pháp (SNEP) | Bạch kim    | 150,000‡                      |
| Đức (BVMI) | Vàng        | 150.000‡                      |
| Ý (FIMI) | 3× Bạch kim | 150.000‡                      |
| México (AMPROFON) | Vàng        | 30.000*                       |
| New Zealand (RMNZ) | 3× Bạch kim | 45.000*                       |
| Tây Ban Nha (PROMUSICAE) | 2× Bạch kim | 80.000‡                       |
| Thụy Điển (GLF) | Bạch kim    | 20.000‡                       |
| Thụy Sĩ (IFPI) | Vàng        | 15.000‡                       |
| Anh Quốc (BPI) | 2× Bạch kim | 1.200.000‡                    |
| Hoa Kỳ (RIAA) | 4× Bạch kim | 4.000.000‡                    |
| * Chứng nhận dựa theo doanh số tiêu thụ. ^ Chứng nhận dựa theo doanh số nhập hàng. ‡ Chứng nhận dựa theo doanh số tiêu thụ và phát trực tuyến. |             |                               |